# Адріана Віллагран
Адріана Віллагран (ісп. Adriana Villagrán, нар. 7 серпня 1956) — колишня аргентинська тенісистка. Після шлюбу виступала також під іменем Адріана Віллагран-Ремі.
Досягла фіналу Відкритого чемпіонату Франції 1980 року у парному розряді.
Найвищої одиночної позиції світового рейтингу — 99 місце досягла 1 серпня 1988, парну — 111 місце — 12 жовтня 1987 року.
Завершила кар'єру 1991 року.

## Фінали турнірів Великого шолома

### Парний розряд: (1 поразка)
| Результат | Рік  | Championship                         | Покриття | Партнер        | Опоненти              | Рахунок  |
| --------- | ---- | ------------------------------------ | -------- | -------------- | --------------------- | -------- |
| Перемога  | 1980 | Відкритий чемпіонат Франції з тенісу | Ґрунт    | Іванна Мадруга | Кеті Джордан Енн Сміт | 6–1, 6–0 |

## Фінали Туру WTA

### Одиночний розряд (2 поразки)
| Результат | Дата     | Турнір                               | Покриття | Опонент        | Рахунок       |
| --------- | -------- | ------------------------------------ | -------- | -------------- | ------------- |
| Поразка   | Лип 1984 | Santista Textile Open 1984, Бразилія | Тверде   | Сандра Чеккіні | 3–6, 3–6      |
| Поразка   | Жов 1986 | Taipei, Тайвань                      | Ґрунт    | Патрісія Гі    | 7–6, 2–6, 3–6 |

### Парний розряд (6 поразок)
| Результат | Дата     | Турнір                                             | Покриття | Партнер        | Опоненти                        | Рахунок  |
| --------- | -------- | -------------------------------------------------- | -------- | -------------- | ------------------------------- | -------- |
| Поразка   | Тра 1980 | Internazionali d'Italia 1980, Італія               | Ґрунт    | Іванна Мадруга | Гана Мандлікова Рената Томанова | 4–6, 4–6 |
| Поразка   | Чер 1980 | Відкритий чемпіонат Франції з тенісу 1980, Франція | Ґрунт    | Іванна Мадруга | Кеті Джордан Енн Сміт           | 1–6, 0–6 |
| Поразка   | Жов 1984 | Borden Classic 1984, Японія                        | Тверде   | Емілсе Лонго   | Мерседес Пас Ронні Рейс         | 4–6, 5–7 |
| Поразка   | Жов 1984 | Відкритий чемпіонат Японії з тенісу 1984, Японія   | Тверде   | Емілсе Лонго   | Бетсі Нагелсен Кенді Рейнолдс   | 3–6, 2–6 |
| Поразка   | Тра 1985 | Барселона, Іспанія                                 | Ґрунт    | Пенні Барг     | Петра Джош-Деліс Pat Medrado    | 1–6, 0–6 |
| Поразка   | Гру 1985 | ASB Classic, Нова Зеландія                         | Трава    | Лі Антонопліс  | Енн Гоббс Кенді Рейнолдс        | 1–6, 3–6 |